# Centrum Wyszkolenia Żandarmerii
Centrum Wyszkolenia Żandarmerii (CWŻand.) – ośrodek szkolenia żandarmerii Wojska Polskiego II RP.

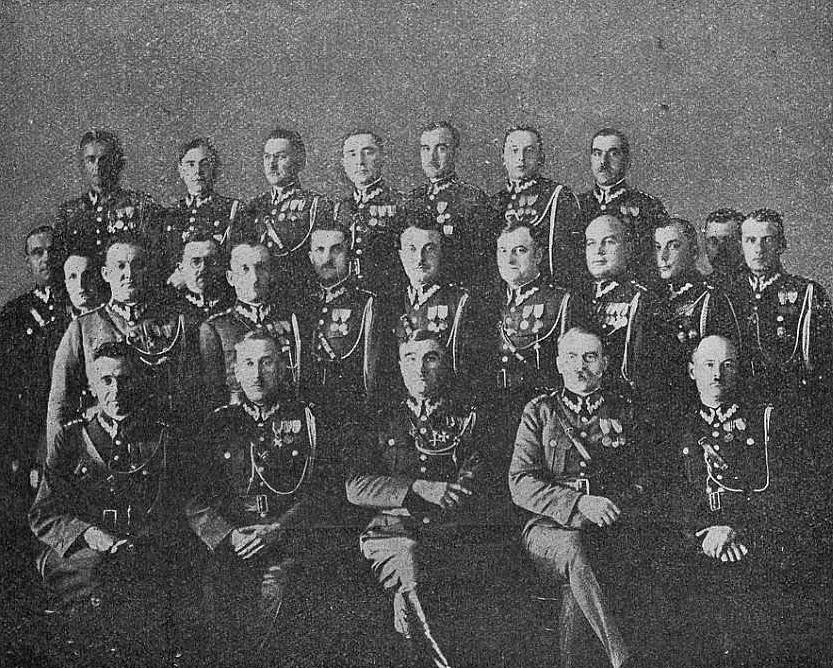
Kadra oficerów CWŻ z kmdt. mjr. Sitkiem (1931)

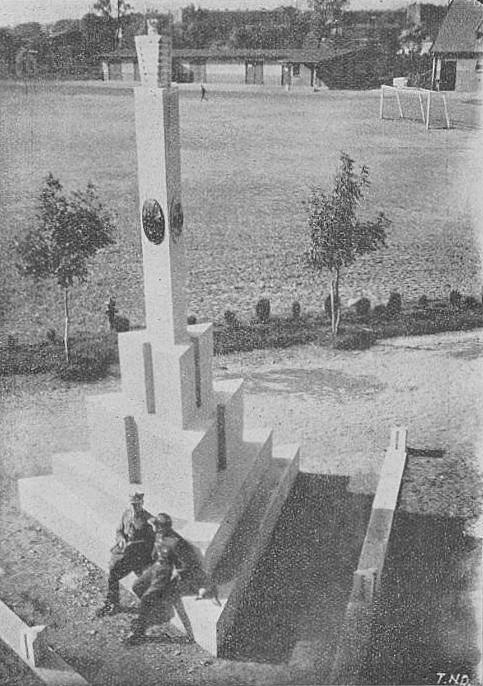
Pomnik J. Piłsudskiego na terenie CWŻ (1931)

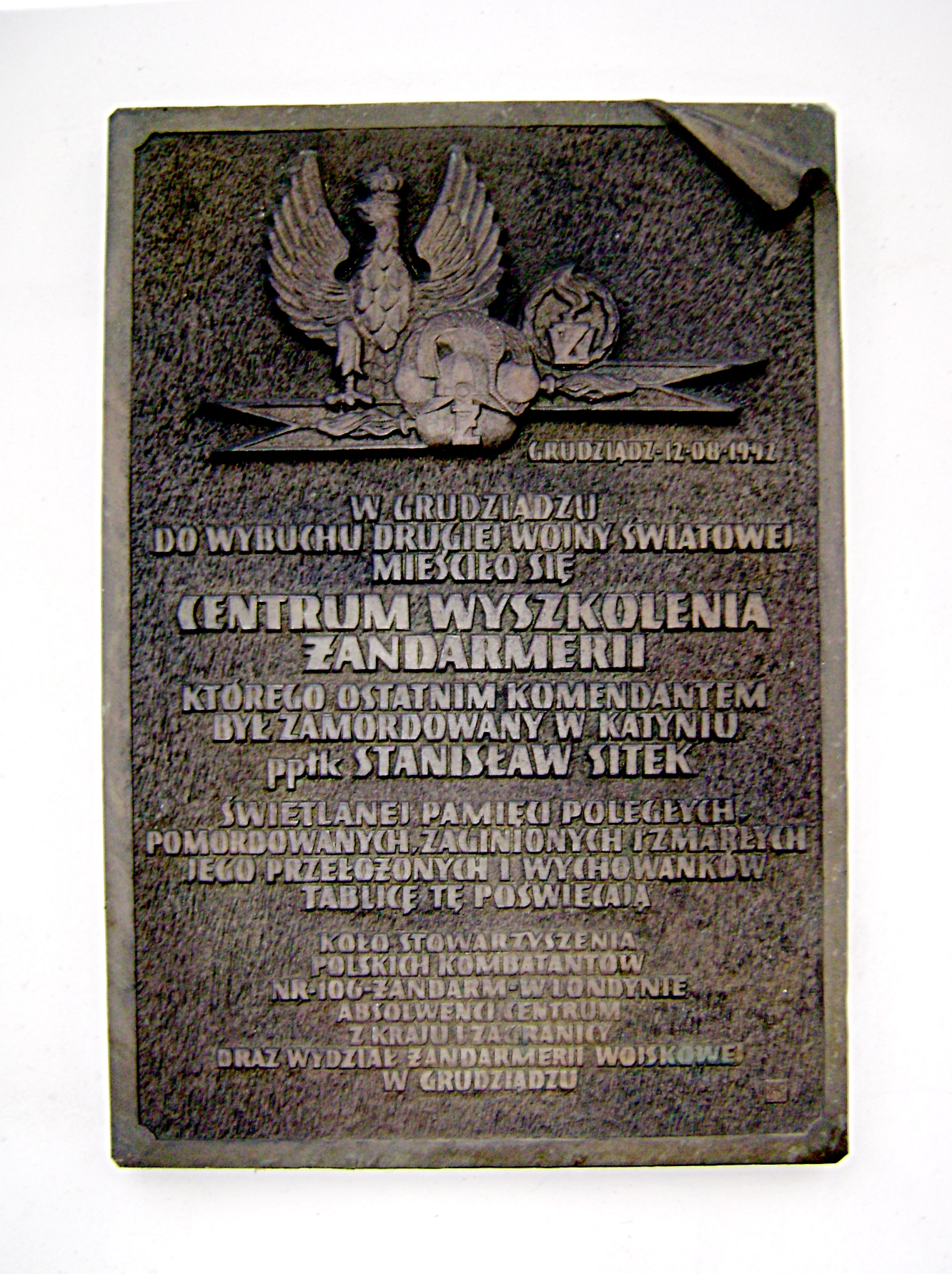
Tablica pamiątkowa poświęcona CWŻ i Stanisławowi Sitkowi w Grudziądzu

## Historia centrum
Centrum Wyszkolenia Żandarmerii powstało 1 stycznia 1930 roku w Grudziądzu z przekształcenia dywizjonu szkolnego żandarmerii. W latach 1930–1939 jej komendantem był ppłk Stanisław Sitek. Koszary, w których mieściło się CWŻand., znajdują się przy ul. Karabinierów. Zostały wybudowane w 1914 roku przez Niemców, obecnie umiejscowione są w nich mieszkania.
Centrum było centralnym ośrodkiem teoretycznego szkolenia fachowego oficerów służby stałej i rezerwy oraz ogólnowojskowego i fachowego szkolenia podoficerów zawodowych i szeregowych niezawodowych żandarmerii, a także wykonywania, w myśl wytycznych dowództwa żandarmerii, studiów oraz praktycznych prac z dziedziny żandarmerii oraz stawiania wniosków dotyczących sposobu szkolenia i wniosków z dziedziny żandarmerii opartych na wynikach osiągniętych studiami i praktycznymi doświadczeniami.
8 listopada 1928 roku Minister Spraw Wojskowych, Marszałek Polski Józef Piłsudski zatwierdził wzór i regulamin odznaki pamiątkowej dywizjonu szkolnego żandarmerii.
Na terenie CWŻand. powstał pomnik Marszałka Józefa Piłsudskiego (wys. 6,8 m) według projektu por. żand. Tadeusza Nisiewicza-Dobrzańskiego, pod którego wmurowano kamień węgielny 13 lipca 1931 roku. Monument został odsłonięty 11 listopada 1931 roku na dziedzińcu Koszar im. Króla Władysława Łokietka
3 czerwca 2015 roku Centrum Szkolenia Żandarmerii Wojskowej w Mińsku Mazowieckim otrzymało imię pułkownika Stanisława Sitka oraz przejęło dziedzictwo tradycji:
Szkoły Żandarmerii (1918–1922)
Centralnej Szkoły Żandarmerii (1922–1927)
dywizjonu szkolnego żandarmerii w Grudziądzu (1927–1930)
Centrum Wyszkolenia Żandarmerii w Grudziądzu (1930–1939).

## Szkolenie oficerów żandarmerii
1 kwietnia 1917 roku w Warszawie rozpoczęło się miesięczne szkolenie na Wyższym Kursie Szkoły Żandarmerii. Był to kurs dla starszych podoficerów Żandarmerii Polowej Legionów Polskich „przeznaczonych na kierowników samodzielnych posterunków”. Kurs zorganizowany został z inicjatywy por. Norberta Okołowicza. Komendantem kursu został ppor. żand. Mieczysław Nitecki, a wykładowcami:
- por. aud. dr Stanisław Stein – prawo,
- ppor. piech. dr Franciszek Stoch – instrukcja służbowa żandarmerii i przepisy kancelaryjne,
- chor. piech. Karol Holly – musztra,
- por. piech. Józef Kwaciszewski – nauka o broni,
- ppor. żand. Bronisław Witecki – służba śledcza,
- ppor. lek. dr Kamil Bogacki – medycyna i ratownictwo,
- ppor. żand. Zygmunt August Żytomirski – praktyczne prowadzenie kancelarii.

Słuchaczami kursu było 25 podoficerów, w tym jeden hospitant:
- Felicjan Plato Bałaban,
- Stanisław Kuciel – hospitant,
- Teofil Ney.

Egzamin końcowy odbył się 26 czerwca 1917 roku. Następnego dnia komendant Legionów Polskich, pułkownik Zygmunt Zieliński w rozkazie nr 303 podziękował nauczycielom kursu, porucznikom: Okołowiczowi, Steinowi, Kwaciszewskiemu, Stochowi, Bogackiemu i chorążemu Holyemu oraz stwierdził, że „pomyślne rezultaty dokonanego w krótkim stosunkowo czasie wyszkolenia podoficerów Żandarmerii świadczą o umiejętnym i sprężystym kierownictwie oraz gorliwości w spełnieniu obowiązków przez powołanych do tego nauczycieli”.
1 lutego 1932 roku, po ukończeniu Kursu Aplikacyjnego Oficerów Młodszych Żandarmerii, niżej wymienieni oficerowie zostali przeniesieni:
1. por. piech. Grzegorz Czeski z 86 pp do 3 dżand,
2. por. piech. Władysław Trojan z 72 pp do 6 dżand,
3. por. piech. Stanisław Fliszewski z 43 pp do 7 dżand,
4. por. piech. Jan Joachim Zapisek z 80 pp do CWŻand na stanowisko instruktora w 3 kompanii,
5. por. piech. Hipolit Morawski z 6 pp Leg. do 1 dżand,
6. por. piech. Bolesław Żarczyński z 50 pp do 5 dżand,
7. por. piech. Władysław Sobczyk z 63 pp do 2 dżand,
8. ppor. piech. Stefan Wawrzyn Rudzki z 12 pp do 4 dżand,
9. ppor. piech. Władysław Sztuba z 23 pp do 8 dżand,
10. ppor. piech. Antoni Bielawski z 70 pp do CWŻand na stanowisko instruktora w 2 kompanii,
11. por. kaw. Stefan Leonard Dobraczyński z 2 puł do CWŻand,
12. por. kaw. Stanisław Głowacki do 4 dżand,
13. por. gosp. Aleksander Marian Weryk do 9 dżand,
14. por. gosp. Kazimierz Ludwik Bogucki do 7 dżand,
15. por. gosp. Franciszek Supergan do 10 dżand[6].

15 września 1938 r. rozpoczął się IX Kurs Aplikacyjny Oficerów Młodszych Żandarmerii. Na kurs powołano 9 oficerów służby stałej piechoty i 12 oficerów rezerwy powołanych do służby czynnej, z tytułem magistra prawa:
oficerowie służby stałej piechoty:
1. por. piech. Leopold Henryk Srebałowicz starszy kursu z 29 pp
2. por. piech. Piotr Wyźliński z 69 pp (2 I 1939 skreślony z listy kursantów)
3. ppor. piech. Jan Czepas (Czapas) z 44 pp
4. ppor. piech. Władysław Kujawiak 1 pspodh.
5. ppor. piech. Seweryn Stawiński z 15 pp
6. ppor. piech. Leon Czarkowski z 33 pp
7. ppor. piech. Bronisław Kos z 78 pp
8. ppor. piech. Leon Szrejter z 54 pp
9. ppor. piech. Jerzy Zwierzchowski z 18 pp

1. ppor. piech. rez. mgr Szczęsny Brończyk s. Kazimierza z 19 pp
2. ppor. kaw. rez. mgr Zygmunt Danek XI rocznik Szkoła Podchorążych Rezerwy Kawalerii 1936-1937 → 6 dżand. we Lwowie
3. ppor. piech. rez. mgr Tadeusz Dziurzyński → 10 dżand. (zamordowany w 1940 r. w Charkowie)
4. ppor. rez. mgr Mieczysław Halardziński → 2 dżand. (Polskie Siły Zbrojne na Zachodzie)
5. ppor. piech. rez. mgr Longin Stanisław Kaczor (ur. 15 lutego 1913)[7] → 10 dżand.
6. ppor. piech. rez. mgr Kazimierz Lubecki → 1 dżand.  (Polskie Siły Zbrojne)
7. ppor. kaw. rez. mgr Maksymilian Lorenz IX rocznik SPRez. Kaw. 1934-1935 → 8 dżand. (Armia Krajowa, Polskie Siły Zbrojne)
8. ppor. kaw. rez. mgr Jan F. Morelewski → 3 dżand. (Armia Krajowa, Polskie Siły Zbrojne)
9. ppor. piech. rez. mgr Józef Cyprian Styrna → 7 dżand. (zginął we IX 1939)
10. ppor. piech. rez. mgr Władysław Wilhelm Uzar (ur. 15 grudnia 1911)[8] → 6 dżand. (Armia Krajowa)
11. ppor. piech. rez. mgr Heronim Wielądek (ur. 14 listopada 1910)[9] → 4 dżand. (Polskie Siły Zbrojne)
12. ppor. kaw. rez. mgr Leonard Zub-Zdanowicz V rocznik SPRez. Kaw. 1930-1931 → 3 dżand. (Polskie Siły Zbrojne, NSZ)

## Kadra
Komendanci
- rtm. żand. dr Franciszek Stoch (od 28 X 1918)
- por. / kpt. żand. Maksymilian Marszałek (14 XI 1918 – 12 II 1920[10])
- por. / mjr żand. Stanisław I Wyszyński[a] (od 17 III 1920)
- ppłk żand. Franciszek Kopeczny (od 18 III 1922)
- mjr żand. Zygmunt Jan Manowarda (od 16 X 1923)
- ppłk żand. Wojciech Stepek (od 14 IV 1927)
- ppłk żand. Stanisław Sitek (30 I 1930 – IX 1939)

Zastępca komendanta - dyrektor nauk
- mjr żand. Karol Józef Pulda (do 1939)

Dowódcy batalionu szkolnego
- kpt. / mjr żand. Piotr Guziorski (1 I 1930 - 23 III 1932)
- kpt. / mjr żand. Karol Józef Pulda

Oficerowie
- kpt. / mjr żand. Piotr Guziorski wykładowca (1 VII - 31 XII 1929)
- kpt. piech. Stanisław Habowski (instruktor i wykładowca)
- kpt. / mjr żand. Czesław Mańkowski (wykładowca do 1 III 1926 oraz 31 III 1927 – VII 1929)
- kpt. żand. Tadeusz Miś
- kpt. żand. Władysław Podsada[19] dowódca kompanii szkolnej (od 1 IX 1925[20])
- kpt. żand. Ryszard Sikorski (od 13 VII 1933 → Biuro Personalne MSWojsk[21])
- por. / kpt. żand. Tadeusz Nisiewicz-Dobrzański
- por. żand. Jan Niedziołek (1927-1931 → 5 dżand.)
- ppor. Jerzy Pepłowski (28 VI 1919 przydzielony z 6 pp Leg. w charakterze instruktora)
- ppor. Kazimierz Kowalski (28 VI 1919 przydzielony z 36 pp w charakterze instruktora[22])

## Absolwenci
- Józef Franczak
- Józef Żurek[23]